# Andrija Radović
Andrija Radović (in serbo: Андрија Радовић; 1872 – 1947) è stato un politico montenegrino e successivamente jugoslavo, in seguito alla creazione del Regno di Jugoslavia nel 1918.
È stato primo ministro del Montenegro, nonché leader del partito popolare e successivamente del partito democratico; si batté per la democrazia parlamentare e fu tra i principali sostenitori dell'unificazione del Montenegro con la Serbia.